# Naaik
Naaik, selo Nicola Indijanaca, thompsoniziranih Stuwihamuka, koje se nalazilo blizu rijeke Nicola, 39 milja (62 km) iznad Spences Bridgea u kanadskoj provinciji Britanska Kolumbija. Populacija mu je 1901. iznosila 141.
Kod Dawsona (1891) se zove Na-ai-ik; N'a′iEk i N'ē′iEk kod Teita (1900); i Ni-ack u Can. Ind. Aff. (1885)